# Liste des secrétaires généraux du ministère des Affaires étrangères
La liste des secrétaires généraux du ministère des Affaires étrangères recense les hauts fonctionnaires français qui ont dirigé le secrétariat général du ministère des Affaires étrangères.
Parmi les autres secrétaires généraux d'administration les plus notables se trouvent ceux du ministère de l'Intérieur, du ministère de la Justice et du ministère des Armées.

## Histoire
Le secrétaire général est à la tête du secrétariat général du ministère des Affaires étrangères, qui est composé de onze directions et services administratifs et transversaux destinés à appuyer les autres services du ministère. Le poste a été créé par décret du 30 octobre 1915.

## Liste
| Secrétaire général              | Décret de nomination | Décret de nomination | Portrait |
| ------------------------------- | -------------------- | -------------------- | -------- |
| Jules Cambon                    | 30 octobre 1915      | [ 1 ]                |          |
| Maurice Paléologue              | 20 janvier 1920      | [ 2 ]                |          |
| Philippe Berthelot              | 30 septembre 1920    | [ 3 ]                |          |
| Poste vacant entre 1921 et 1925 |                      |                      |          |
| Philippe Berthelot              | 20 avril 1925        | [ 4 ]                |          |
| Saint-John Perse (Alexis Leger) | 28 février 1933      | [ 5 ]                |          |
| François Charles-Roux           | 18 mai 1940          | [ 6 ]                |          |
| Poste vacant entre 1940 et 1944 |                      |                      |          |
| Raymond Brugère                 | 21 septembre 1944    | [ 7 ]                |          |
| Jean Chauvel                    | 18 janvier 1945      | [ 8 ]                |          |
| Alexandre Parodi                | 23 février 1949      | [ 9 ]                |          |
| René Massigli                   | 5 janvier 1955       | [ 10 ]               |          |
| Louis Joxe                      | 5 juillet 1956       | [ 11 ]               |          |
| Éric de Carbonnel               | 29 juillet 1959      | [ 12 ]               |          |
| Hervé Alphand                   | 7 octobre 1965       | [ 13 ]               |          |
| Geoffroy Chodron de Courcel     | 23 décembre 1972     | [ 14 ]               |          |
| Jean-Marie Soutou               | 2 novembre 1976      | [ 15 ]               |          |
| Bruno de Leusse de Syon         | 9 mai 1979           | [ 16 ]               |          |
| Francis Gutmann                 | 3 novembre 1981      | [ 17 ]               |          |
| André Ross (d)                  | 29 mai 1985          | [ 18 ]               |          |
| Gilbert Pérol                   | 19 mars 1987         | [ 19 ]               |          |
| François Scheer                 | 7 septembre 1988     | [ 20 ]               |          |
| Serge Boidevaix                 | 20 février 1992      | [ 21 ]               |          |
| Bertrand Dufourcq               | 5 octobre 1993       | [ 22 ]               |          |
| Loïc Hennekinne                 | 16 décembre 1998     | [ 23 ]               |          |
| Hubert Colin de Verdière        | 25 juillet 2002      | [ 24 ]               |          |
| Jean-Pierre Lafon               | 16 juillet 2004      | [ 25 ]               |          |
| Philippe Faure                  | 17 mars 2006         | [ 26 ]               |          |
| Gérard Errera                   | 29 octobre 2007      | [ 27 ]               |          |
| Pierre Sellal                   | 19 mars 2009         | [ 28 ]               |          |
| Christian Masset                | 17 juillet 2014      | [ 29 ]               |          |
| Maurice Gourdault-Montagne      | 22 juin 2017         | [ 30 ]               |          |
| François Delattre               | 30 avril 2019        | [ 31 ]               |          |
| Anne-Marie Descôtes             | 24 août 2022         | [ 32 ]               |          |